# بقراط خیوسی

هلال بقراط: راه حل جزئی تربیع دایره که توسط بقراط خیوسی پیشنهاد شد. مساحت سطح سایه دار برابر است با مساحت مثلث ABC.

بقراط خیوسی (به انگلیسی: Hippocrates of Chios)، ریاضیدان، (هندسه دان) و ستاره‌شناس یونان باستان بود که مابین سال‌های ۴۱۰ تا ۴۷۰ قبل از میلاد می‌زیست.
بقراط در چزیره خیوس به دنیا آمد و شغل اصلی اش تجارت بود. بعد از اینکه از سوی دزدان دریایی (و یا شاید کسانی که خود را کارمندان گمرک جا زده بودند) دزدیده شد، برای دادخواهی به آتن رفت و در آتن بود که کم‌کم تبدیل به یک ریاضیدان گردید.